# 이정우 (철학자)
소운(逍雲) 이정우(李正雨)는 한국의 철학자이다. 소은 박홍규의 사유를 이어 ‘플라톤에서 베르그송으로’ 이어진 서구 존재론사를 연구했고, 이 연구를 확장해 ‘전통, 근대, 탈근대’를 화두로 한 세계철학사를 저술했다. ‘삶, 죽음, 운명’을 화두로 하는 ‘사건의 철학’은 그의 사유 전체를 관류하는 주제로서, 시간론, 장소론, 생명론, 우연론, 주체론 등의 문제들과 연계되어 전개되고 있다. 실천철학에서는 ‘타자-되기의 윤리학’에 입각해 ‘진보의 새로운 조건들’을 탐사하는 윤리학, 역사철학, 정치철학을 전개하고 있다.

## 생애
소운 이정우는 1959년 충청북도 영동에서 태어났고 서울에서 자랐다. 서울대학교에서 공학, 미학, 철학을 공부했다.
대학원 시절 소은 박홍규의 사유에 영향을 받아 플라톤에서 베르그송에 이르는 서구 존재론사 연구에 몰두했으며, 다른 한편 미셸 푸코의 영향을 받아 역사의 철학적 연구에 천착했다. 갈릴레오 연구로 석사학위를 받았고, 미셸 푸코 연구로 박사학위를 받았다. 푸코를 중심으로 후기구조주의 계열의 철학자들을 연구하는 한편 다산 정약용과 혜강 최한기를 중심으로 동북아 철학사를 연구했다.
2000년에 최초의 대안공간인 ‘철학아카데미’를 창설했다. 여기에서 시민교육에 힘쓰는 한편, 서양 중심주의를 넘어서는 세계철학사의 정립, 시간·생명·사건 개념을 중심으로 하는 존재론의 구축, 그리고 타자-되기의 윤리학을 지향하는 실천철학이라는 사유의 골격을 완성했다. 이 시절에 쓴 초기 저작들은 후에 ‘소운 이정우 저작집’(그린비, 전6권)으로 출간되었다.
2007년 ‘철학아카데미’를 이어 소운서원(逍雲書院)을 열었으며, 오늘날까지 집필과 후학 양성에 힘쓰고 있다. 소운서원의 초기 학문적 성과는 그가 편집인으로 있는 '리좀 총서'로 간행되었다.
2010년대에는 세계철학사의 연구와 집필에 몰두했으며, 그 성과로서 『세계철학사』 4부작(도서출판 길, 2011~2024)을 출간하기에 이른다.
현재 소운 이정우는 '철학 대계'를 집필하고 있으며, 다른 한편 '에크리'에서는 강의록과 글모음을 출간하고 있다. 철학 대계 1권 『신족과 거인족의 투쟁: 이데아와 시뮬라크르』(그린비, 2022), 2권 『동일성과 차이생성: 소은 박홍규와 서구 존재론사』(그린비, 2022), 3권 『진보의 새로운 조건들』(그린비, 2025)이 출간되어 있으며, 4권 『형이상학 논구』, 5권 『표현으로서의 삶』, 6권 『실재의 귀환』이 출간될 예정이다. 
다른 한편 그가 쓴 논문, 강의록, 에세이, 대담 등은 ‘에크리’ 시리즈로 편집되어 출간되고 있다. 현재까지 1권 『무위인-되기』(그린비, 2023), 2권 『파라-독사의 사유: 장자와 철학』(그린비, 2021)가 발간되어 있다.

## 초기 저작

### 『객관적 선험철학 시론: 담론의 공간과 가로지르기』
소운 이정우의 첫 번째 책인 『객관적 선험철학 시론: 담론의 공간과 가로지르기』(그린비, 2011)는 1994년에 발간된 『담론의 공간』과 1997년에 발간된 『가로지르기』를 합본해 2011에 ‘소운 이정우 저작집’의 1권으로 발간되었다.
1부 ‘담론의 공간’은 그의 학위논문을 손본 것으로서, 미셸 푸코와 주체의 문제를 다루고 있다. 1장에서는 『지식의 고고학』에서 특히 푸코의 언표 이론과 담론 이론을, 2장에서는 『말과 사물』에서 생명, 노동, 언어의 문제를 다루고 있다. 그리고 3장에서는 미셸 푸코의 사유를 기존의 현상학, 해석학, 변증법의 사유와 비교함으로써, 특히 주체의 문제를 전개하고 있다. 이를 통해 미셸 푸코의 주체 개념이 현상학, 해석학, 변증법에서의, 주체 개념과 어떻게 다른지를 해명하고 있다. 2부에서는 미셸 푸코의 사유를 잇는 몇 가지 주제들(선험철학으로서의 담론학, 비교 담론학 서설, 감성적 언표들, 글쓰기에 관하여, ‘포스트모더니즘’에 관하여)을 전개했다. 이 논의들을 통해 ‘가로지르기’의 사유 이념이 개진되고 있다.

### 『사건의 철학: 삶, 죽음, 운명』
『사건의 철학: 삶, 죽음, 운명』(그린비, 2011, 개정판)은 들뢰즈의 존재론, 스토아철학, 그리고 선불교에 대한 논의를 토대로 1부에서는 사건, 의미, 특이성, 객관적 선험, 무-의미와 역-설 등을, 그리고 2부에서는 시간, 운명, 죽음, 긍정 등을 논한 저작이다. 초기 저작들 중 이후로도 소운 이정우 사유의 전개에 지속적으로 이어지는 저작이다.
우선 이 저작은 ‘사건’의 개념을 존재론적으로 해명하고, 사건과 의미의 관련성을 논의한다. 이 논의를 통해서 기존의 생성, 변화, 운동 등에 대한 논의와 ‘사건’에 대한 논의가 어떤 점에서 다른지를 해명한다. 이런 기초 위에서 사건들의 계열화를 통해 의미가 형성하는 과정, 그리고 계열화에서의 특이성의 역할을 질 들뢰즈, 미셸 푸코, 미셸 세르, 르네 톰 등을 참조해 설명한다. 그리고 이 논의 전체를 이론적으로는 ‘객관적 선험철학’으로, 실천적으로는 ‘무-의미’와 ‘역-설’의 추구로 정리한다. 2부는 1부에서의 논의를 스토아철학과 선불교에 연결시켜, 시간, 운명, 죽음 등에 대한 형이상학적 사유를 펼친다. 소운 이정우는 이 형이상학적 주제들을 논한 후, 긍정의 철학을 제시함으로써 논의를 마무리한다. 이 주제들은 지금까지도 소운 사유의 핵심 주제들로 줄곧 이어져오고 있다.

### 『전통, 근대, 탈근대: 탈주와 회귀 사이에서』
『전통, 근대, 탈근대: 탈주와 회귀 사이에서』(그린비, 2011, 개정판)는 이정우의 역사철학을 보여주는 저작이다. 개념사, 시대, 사건, 역사학 방법론들을 논하고 있고, 또 다산 정약용의 사유와 우리 시대의 현실을 대비시킴으로써 시대의 화두가 무엇인지를 탐구하고 있다. 메타적인 논의인 역사철학과 한국사의 철학적 이해를 엮어 논의하고 있다.
다산 정약용에 대한 논의는 주자와 다산 정약용의 비교가 주를 이루고 있다. 이는 곧 동북아에 있어 전통과 근대의 두 특이점을 다룬 것이라고 할 수 있다. 전통과 근대의 이런 비교는 탈근대 사유의 방향을 잡기 위한 초석을 이룬다. 소운 이정우는 이런 논의들을 통해서 “탈주와 회귀 사이에서” 이루어져야 할 탈근대 사유의 방향성을 제시하고 있다.

### 『접힘과 펼쳐짐: 라이프니츠와 현대』
『접힘과 펼쳐짐: 라이프니츠와 현대』(그린비, 2012, 개정판)는 라이프니츠와 현대를 연결시키면서 주름, 갈래, 울림이라는 개념들을 새롭게 개념화하고 있다. 그리고 이 개념들에 입각해 통해 현대의 과학적 사유(복잡계과학 등)와 하이-테크놀로지(컴퓨터 등)의 존재론을 해명하고 있다.
1부는 라이프니츠의 철학, 특히 자연철학을 복수성, 힘/에네르기, 주름으로 나누어 다룬다. 우선 라이프니츠의 ‘내적 복수성’ 개념을 통해 그의 존재론 전반을 살펴본 후, 그의 힘(훗날의 에네르기) 개념과 주름 개념의 의의를 검토한다. 2부에서는 ‘카오스모스의 과학’이라는 제목 하에 프락탈 이론과 복잡성, 급변론과 형태발생, 복잡계과학과 카오스모스의 자연철학을 논하고 있다. 라이프니츠의 자연철학과 현대 자연철학(자연과학)의 관련성을 해명하고 있는 대목들이 중심을 이루고 있다. 3부에서 소운 이정우는 ‘하이테크 시대의 모나드’라는 제목 하에서 현대의 테크놀로지와 라이프니츠의 단자론을 연결시켜 ‘디지털 모나돌로지’라는 흥미로운 논의를 전개한다. ‘프로그램’ 대목에서는 정보, 프로그램, 디지털 등의 개념을 단자론으로 풀이한다. ‘가상세계’ 대목에서는 라이프니츠의 가능세계에 입각해 시뮬라시옹의 문화를 해명한다. 그리고 ‘폴딩/언폴딩’ 즉 접힘과 펼쳐짐 대목에서는 컴퓨터를 비롯한 현대의 테크놀로지를 접힘과 펼쳐짐의 존재론에 따라 해명하고 있다.

### 『개념-뿌리들』
『개념-뿌리들』(그린비, 2012, 개정판)은 일상적인 말이면서도 철학적인 개념이기도 한 "개념-뿌리들"에 대한 강의를 녹취해 정리한 강의록이다. 1부에서는 원리, 원인, 자연, 운명, 필연, 우연, 존재, 실재, 실체, 본질, 하나와 여럿, 무한과 유한, 범주, 인식, 진리를, 그리고 2부에서는 영혼, 정신, 인성, 덕, 선, 악, 국가, 법, 정의, 기예, 창조를 다루고 있다.

### 『시간의 지도리에 서서』
『시간의 지도리에 서서』(그린비, 2021)는 소운 이정우가 철학아카데미 시절(2000~2006)에 출간한 네 권의 에세이를 한 권으로 모아 재편집한 저작이다.
1부는 『시간의 지도리에 서서』(산해, 2000)를 개정한 글로서 새로운 밀레니엄을 맞아 우리 학문이 갈 길을 스케치한 세 편의 글로 구성되어 있다. 2부는 『기술과 운명』(한길사, 2001)를 개정한 글로서, 네 편의 사이버펑크 영화(<블레이드 러너>, <공각기동대>, <매트릭스>, <인셉션>)에 대한 글이 담겨 있다. 3부는 『세계의 모든 얼굴』(한길사, 2006)를 개정한 글로서, 현대 회화에 관해 나흘에 걸쳐 행한 강의의 내용을 정리한 것이다. 4부는 『탐독 : 유목적 사유의 탄생』(아고라, 2006)을 개정한 글로서, 소운 이정우가 10대 중반에서 20대 중반에 걸쳐 읽었던 책들에 관한 이야기이다.

## 『세계철학사』
『세계철학사』 4부작(도서출판 길, 2011~2024)은 이정우의 역사철학적 화두인 ‘전통, 근대, 탈근대’의 구도에 입각해,  헤겔 이래 서구 철학에 편중된 철학사 서술을 넘어 진정한 의미에서의 보편적인 세계철학사를 탐색하고 있다. 1권과 2권은 고중세의 철학을 ‘지중해 세계의 철학’과 ‘아시아 세계의 철학’으로 나누어 다루고 있다. 3권과 4권은 근현대의 철학을 ‘근대성의 철학’과 ‘탈-근대성의 철학’으로 나누어 다루고 있다.

### 『세계철학사 1권: 지중해 세계의 철학』
1권 『세계철학사 1: 지중해세계의 철학』(도서출판 길, 2011, 개정판은 2018)은 고중세의 ‘지중해세계’와 근대 이래의 ‘영‧불‧독’으로 대변되는 서구를 구분하고, 지중해세계에 초점을 맞추어 서양 고중세의 철학을 논한다. 1부에서는 그리스 철학을, 2부에서는 헬레니즘 시대로부터 르네상스 시대까지의 철학을 다루고 있다.
1부의 논의는 그리스 존재론의 심층부를 파고들어 해명해 주고 있으며, 이 논의는 『동일성과 차이생성: 소은 박홍규와 서구 존재론사』(그린비, 2022)에서의 논의와 연결된다. 아울러 그리스 철학의 배경에서 작동했던 정치적 맥락의 해명에도 상당한 비중을 두고 있다. 2부에서는 로마의 철학과 중세 철학 그리고 르네상스 시대의 철학을 다루고 있다. 로마 철학에서 특히 스토아학파에 중점을 두어 논하고 있고, 중세 철학에서는 이슬람 철학에 온당한 지면을 할애하고 있다.

### 『세계철학사 2권: 아시아 세계의 철학』
2권 『세계철학사 2: 아시아 세계의 철학』(도서출판 길, 2018)에서는 지금까지 별도로 논의되던 중국 철학사, 한국, 철학사, 일본 철학사, 인도 철학사를 통합적으로 논하고 있다. 특히 1권에서 논했던 지중해세계와의 비교를 통해서 동양과 서양의 철학사를 입체적으로 비교하면서 논하고 있다.
1부에서는 ‘잃어버린 길을 찾아서’를, 2부에서는 ‘마음의 등불을 들고서’를 다루고 있다. 1부에서는 역학과 기학, 그리고 제자백가 등 고대 동북아 세계에서 벌어진 다양한 철학적 사건들을 다룬다. 그 과정에서 왜 묵가사상은 쇠퇴했는지, 공자와 노자의 차이는 무엇인지, 왜 동북아의 암흑시대는 ‘빛나는 암흑시대’로 불리는지 등등 중요한 문제들을 해명해 간다. 2부에서는 인도에서의 힌두교와 불교의 전개, 그리고 불교의 동아시아 전파를 다룬 후, 성리학에 의한 종합 과정을 다룬다. 그리고 그 과정에서 붓다와 예수의 차이, 동북아에서의 삼교의 관계, 성리학의 성립 요건, 양명학과 일본적 정신의 관계 등등 중요한 문제들을 해명해 간다. 이 2권은 『전통, 근대, 탈근대: 탈주와 회귀 사이에서』 및 『파라-독사의 사유: 장자와 철학』와 연계된다.

### 『세계철학사 3권: 근대성의 카르토그라피』
1, 2권이 지중해 세계와 아시아 세계라는 지리적 대별에 따라 구성되었다면, 3권과 4권은 동서를 통합한 차원에서 근대성과 탈근대성이라는 구도에 따라 구성되었다. 『세계철학사 3: 근대성의 카르토그라피』(도서출판 길, 2021)에서는 근대성을 구성하는 여러 축들을 새로운 자연관, 형이상학, 인간존재론(주체론), 윤리학 및 정치철학으로 4분해서 논의하고 있다.
1부 새로운 자연관에서는 갈릴레오 등에 의한 고전 역학의 성립, 데카르트와 서구 합리주의의 정립, 라이프니츠의 종합과 질의 과학들, 그리고 열역학, 파동역학, 진화론으로 대변되는 19세기 과학혁명을 다루고 있다. 기존 철학사에 비해 근세 자연철학의 전개에 큰 비중을 두고 서술되어 있다. 2부에서는 17세기의 새로운 형이상학들(스피노자, 라이프니츠, 왕부지) 그리고 이 형이상학들을 극복하고 현대 형이상학(특히 비결정론)으로의 길을 연 19세기의 형이상학적 사유들을 다루고 있다. 3부에서는 근대적 인간의 탄생, 즉 선험적 주체와 시민적 주체의 탄생을 다루고 있다. 그리고 4부에서는 시민적 주체의 구체적 전개, 즉 근대 정치철학에 대해 논하고 있다.

### 『세계철학사 4권: 탈근대 사유의 지평들』
『세계철학사』의 완결편인 『세계철학사 4: 탈근대 사유의 지평들』(도서출판 길, 2024)에서는 근대성을 잇고 있으면서도 그 한계를 돌파하고자 했던 20세기의 탈근대적 사유들을 논하고 있다.
1부에서는 생성존재론(Ontology of Becoming)을 논한다. 1장에서는 니체, 베르그송, 화이트헤드, 니시다 기타로, 박홍규 등의 사유를 통해 생성존재론의 기본적인 사유 문법을 논한 후, 특히 구키 슈조의 논의를 중심으로 우연의 문제를 집중적으로 논한다. 2장에서는 생성존재론을 배경으로 하는 현대의 과학, 예술, 윤리를 논한다. 3장에서는 생성존재론에서 특히 사건의 철학을 특화해서 다루고 있으며, 들뢰즈의 사건론과 바디우의 사건론을 비교하고 있다.
2부에서는 1부의 생성존재론과 더불어 현대 형이상학의 또 하나의 갈래를 형성하는 새로운 합리주의 철학들을 논한다. 4장에서는 실증주의, 구성주의, 합리주의를 비롯한 여러 과학철학적 논의들을 다룬다. 5장에서는 프레게와 러셀 이래 전개된 분석철학의 흐름을 다룬다. 6장에서는 현대 형이상학의 중요한 한 갈래를 이루는 가능세계론을 논하고 있으며, 가능세계론의 응용 분야들로서 양자역학의 다세계 해석, 허구론, 타자의 윤리학에 대해 논하고 있다.
3부에서는 현대 철학에서 인간을 바라보는 세 갈래 관점, 인간존재론의 세 갈래를 논한다. 7장에서는 인간을 주체로서 논구해 간 현상학의 흐름을, 8장에서는 주체가 아닌 구조에 초점을 맞추어 인간을 해체한 구조주의와 그 해체를 넘어 새로운 관점의 주체론을 전개한 후기 구조주의를 논한다. 그리고 9장에서는 인간을 생명의 차원에서 접근한 심리철학적 흐름들을 유물론으로부터 정신형이상학에 이르는 흐름들을 논한다.
마지막 4부에서는 20세기를 수놓은 정치철학적 사유들을 논한다. 10장에서는 현대 정치철학의 세 흐름인 자유주의, 사회주의, 민족주의를 논한다. 11장에서는 기존 정치철학들의 한계를 넘어 실천철학의 새로운 경지를 연 타자의 사유를 논한다. 마지막 12장에서는 오늘날의 철학적 문제들을 극한의 생명 개념과 연계해서 그리고 리좀적 연대와 연계해서 다루고 있다.

## 소운 철학 대계 Series

### 『신족과 거인족의 투쟁: 이데아와 시뮬라크르』
이정우는 소은 박홍규의 작업을 이어 서구 존재론사를 연구했다. 2008년 한길사에서 출간된 『신족과 거인족의 투쟁: 이데아와 시뮬라크르』는 ‘이데아와 시뮬라크르’라는 부제가 시사하듯이, 플라톤으로부터 니체와 베르그송으로 나아가는 서구 존재론사의 흐름을 논한다.
특히 이 저작은 플라톤의 『소피스트』에 대한 상세한 분석을 토대로 플라톤 사유의 근저에 육박하고 있으며, 그것을 니체와 베르그송에 의해 전개된 생성존재론과 대비시키고 있다. 2022년에 ㈜그린비출판사 기획의 ‘소운 이정우 철학 대계’ 1권으로 재출간되었다. 플라톤과 원근법에 관한 논문이 추가되었다.

### 『동일성과 차이생성: 소은 박홍규와 서구 존재론사』
『신족과 거인족의 투쟁: 이데아와 시뮬라크르』에서 다루어진 주제는 더욱 확장되어 『소은 박홍규와 서구 존재론사: 동일성과 차이생성』(도서출판 길, 2016)에서 보다 상세하게 탐구되었다. 이 저작은 박홍규 사유의 골격을 논하면서 특히 ‘아페이론’ 개념을 핵에 놓고서 생명이란 무엇인가라는 문제를 탐구하고 있다.
이 저작은 우선 서구 학문의 이념, 그리스에서 주조된 서구 형이상학의 근본이 무엇인가를 밝힌다. 이는 소은이 “영혼이 자기 자신을 찾아낸 것”이라고 부른 과정의 해명이다. 여기에서 저자는 동일성의 원리, 충족이유율의 원리와 같은 서구 학문의 기초 원리에 초점을 맞추어 소은의 플라톤 독해를 읽어낸다. 또 하나의 핵심 주제는 생명에 관한 논의로서, 3장에서 다루어지는 『파이드로스』의 생명론이 9, 10장에서 다루어지는 『창조적 진화』의 생명론으로 이어지는 끈은 이 저작의 중추를 형성한다. 이는 곧 플라톤의 ‘자기운동자(autokinoun)’로부터 베르그송의 ‘자기차생자(difference avec soi)’로 넘어가는 과정의 해명이다. 보다 넓게 보아, 이 해명은 곧 플라톤의 『티마이오스』에서 베르그송의 『창조적 진화』로 넘어가는 과정의 해명이기도 하다.
이 저작을 관류하는 또 하나의 핵심 주제는 곧 ‘아페이론(apeiron)’ 개념의 해명이다. 저자는 플라톤에게서 아페이론이 행하는 역할에 대한 해명으로부터 베르그송 등 현대 철학자들에게서의 아페이론 개념의 역할에 이르기까지, 서구 존재론사를 아페이론 개념을 중심으로 읽어낸다. 이 저작은 서구 존재론사에 대한 소은 박홍규의 천착에 대한 소은 이정우의 해명이 전개된 저작이다.
‘소운 이정우 철학 대계’는 6권으로 기획되었으며, 3권은 『타자-되기의 에티카: 지배 형식과 저항 주체』, 4권은 『동물, 인간, 기계: 인공지능 시대의 휴머니즘』, 5권은 『표현으로서의 삶: 과학, 예술, 윤리』, 6권은 『진보의 새로운 조건들: 생명, 노동, 주체』로 출간될 예정이다.

### 『진보의 새로운 조건들』
소운 철학 대계의 세 번째 권인 『진보의 새로운 조건들』(그린비, 2025)은 소운 이정우가 2012년에 펴낸 동명의 저작을 개작하고 거기에 2008년에 펴낸 『천하나의 고원』(돌베개)을 합본해 펴낸 저작이다. 
이 저작은 저자가 반복과 차이의 역사철학을 전개한 저작이다. 대표적인 역사철학으로서 서구의 퇴보설(고중세)과 진보설(근대), 그리고 동북아에서의 순환설이 존재한다. 20세기 후반 한국에서는 헤겔과 마르크스로 대변되는 진보설이 대표적인 역사철학으로서 논의되었다. 소운은 이런 진보설을 벗어나 새로운 역사철학으로서 반복과 차이의 역사철학을 제시했다.
기존의 역사철학과 이 역사철학은 전혀 다른 시간론의 기반 위에 서 있다. 퇴보설, 진보설, 순환설, 이 모든 역사철학들은 공히 시간의 연속성, 시간의 ‘지속’에 기반을 두고 있다. 문제가 되는 것은 이 지속의 방향성이다. 반면 이 역사철학은 시간의 불연속에, 시간의 ‘반복’에 근거한다. 이 점에서 그의 역사철학은 기존의 역사철학들과 성격을 달리한다. 
소운은 역사의 사건들은 연속적으로 이어 붙여 거대한 서사를 구성하는 것을 거부한다. 역사는 반복되는 사건들로 구성된다. 새로운 왕조, 국가 창건의 반복, 암살의 반복, 혁명의 반복 등등, 역사는 끝없이 반복되는 사건들로 구성된다. 따라서 역사에 선험적인 의미에서의 퇴보나 진보는 없다. 역사가 순환된다는 증거도 없다. 역사는 단지 반복될 뿐이다. 
그러나 소운은 역사의 퇴보, 진보, 순환을 부정하지는 않는다. 반복되는 사건들의 이어짐이 어떨 때는 퇴보로, 어떨 때는 진보로 나타날 수 있으며, 때로는 순환의 모양을 띠기도 한다. 그러나 이는 사건들의 계열화의 결과일 뿐이며, 역사에는 어떤 선험적 퇴보, 진보, 순환도 존재하지 않는다. 역사의 진보는 우리 자신의 노력에 의해서 가능할 뿐 그것을 보장해 주는 어떤 선험적 보장도 없다. 역사의 진보는 당위일 수는 없어도 사실일 수는 없는 것이다. 이 때문에 소운은 진보의 조건들을 찾는다. 진보는 우리 자신이 일정한 조건들을 만들어 갈 때 가능하게 되는 것이기 때문이다. 
왜 진보의 “새로운” 조건들인가? 이 저작은 이명박 정부의 성립을 배경으로 저술되었으며, 소운은 이명박 정부를 박정희 정부의 반복으로 보았기 때문이다. 헤겔은 “역사적 인물은 두 번 역사에 등장한다”고 했으나, 마르크스는 “한 번은 비극으로 또 한 번은 희극으로” 등장한다고 했다. 소운은 이명박 정부를 박정희 정부의 패러디적 반복으로 보았고, 이 때문에 진보의 “새로운” 조건들을 논한 것이다. 
그렇다면 이 조건들은 과연 무엇인가? 소운은 우선 새롭게 달라진 시대(2010년대)를 ‘관리사회(management society)’로 파악한다. 그리고 이 현실을 타개해 나갈, 진보의 새로운 조건들로서 실재의 귀환, 진리의 장소, 타자-되기의 윤리학을 제시한다. 
우리의 시대는 ‘관리사회’이다. 이는 곧 박정희 시대의 훈육사회/규율사회가 이명박 시대의 관리사회로 이행했음을 함축한다. 소운은 관리사회의 관리를 세 가지로, 즉 신체의 관리, 화폐의 관리, 기호의 관리로 파악한다. 그리고 이 세 종류의 관리가 역사적으로 어떻게 형성되어 왔는지, 그리고 오늘날의 관리는 어떻게 이루어지고 있는지를 해명한다. 
이 저작의 핵을 형성하고 있는 ‘실재의 귀환’에서 소운은 우선 ‘진리-사건’을 논한다. 이 개념을 논할 때 ‘의미론적 거리’ 개념이 중요한 역할을 하고 있다. 말과 사물 사이에서 성립하는 의미론적 관계에 있어, 소운은 가장 가까운 감성적 언표와 사물의 표면 사이의 거리로부터 가장 먼 존재론적 언표와 사물의 심층 사이의 거리로 넓어지는 의미론적 거리를 규정한다. 이런 개념적 배경에 입각해, 소운은 진리-사건을 실재의 귀환으로 개념화한다. 그는 앞에서 논한 관리사회론과 이 실재의 귀환 개념을 연결해, 신체의 관리로부터 생명의 귀환으로, 화폐의 관리로부터 노동의 귀환으로, 기호의 관리로부터 주체의 귀환으로의 전환을 상세하게 해명한다. 
이제 논의는 역사에서의 실재의 귀환에 대한 논의로 넘어간다. 실재의 귀환에 대한 논의가 추상적인 철학적 개념 규정에만 그치지 않기 위해서는 그것을 실제 역사에 관련해 그 구체적 의미를 밝혀주어야 한다. 여기에서 제시되는 핵심 물음은 이것이다: “역사를 이끌어 가는 힘으로서의 반복의 강도에는 어떤 의미가 깃들어 있는가?” 소운은 이 물음에 다음과 같이 답한다. 
1. 역사를 이끌어가는 힘은 자연적 현상들과는 구분되는 역사적 사건들에 있다.
2. 역사적 사건들은 기계적 반복이 아닌 역사적 반복을 형성하며, 역사적 반복은 일정한 강도를 띰으로써 차생적 반복의 영원회귀를 드러낸다.
3. 차생적 반복의 영원회귀는 결국 억압과 해방의 영원회귀이며, 이 과정이 역사적 투쟁의 과정을 이룬다.
이 대목은 저자의 역사철학과 정치철학의 중핵을 드러내고 있다. 위의 물음은 이제 다음 물음으로 이어진다: “역사를 이끌어 가는 힘으로서의 반복의 강도에는 어떤 의미가 깃들어 있는가?” 그리고 저자는 이 물음에 다음과 같이 답한다. 
1. 역사를 구원한다는 것은 어떤 사건들을 ‘역사적 사건’으로서 구원하는 것이다. 이는 곧 우리를 기다렸던 사람들을 배신하지 않고 그들을 다시 살려내는 것이다.
2. 자연적 반복은 자연발생적 반복이지만, 역사적 사건의 반복 즉 ‘차생적 반복의 영원회귀’는 후세인들의 해방의 몸짓을 통해서 성립한다. 역사적 사건을 반복할 때마다 차생을 동반하도록 함으로써 우리를 기다렸던 사람들은 영원한 삶을 살 수 있다. 이것이 ‘구원’의 의미이다.
3. 이런 구원의 행위 자체도 하나의 투쟁, 해방을 위한 투쟁이다. 이런 투쟁을 게을리할 때 역사는 다시 억압으로 퇴보한다.
‘실재의 귀환’이라는 이 테제는 다시 ‘진리의 장소’라는 테제로서 보완한다. 기쁜 것이든 슬픈 것이든, 행복한 것이든 우울한 것이든, 숨겨져 있던 것들이 드러나는 장소, 은폐에서 탈은폐로의 이행이 이루어지는 장소, 존재의 숨겨졌던 면이 어떤 주체에게 얼굴을 드러내는 장소, 이런 장소를 소운은 ‘진리의 장소’라 부른다. 그리고 다음과 같은 질문을 던진다: “역사에서의 반복의 근본 터인 장소는 어떤 의미를 담고 있는가?” 그리고 이 물음에 다음과 같이 답한다. 
1. 장소에 부여되는 강도는 물리적 강도가 아니라 기-의미 이중체로서의 장(사건-장)의 강도에 있다.
2. 역사적 장소는 역사적 사건의 장소이며, 가장 강도 높은 역사적 장소는 실재가 귀환하는 진리의 장소이다.
3. 진리의 장소는 해방의 장소이며, 이 장소에서 삶과 죽음 그리고 운명의 드라마가 펼쳐진다. 진리의 장소는 투쟁의 드라마가 펼쳐지는 장소이다.
소운은 이 진리의 장소에 관한 논의를 실재의 귀환에 관한 논의에 연결해 여러 가지 역사철학적 결론들을 이끌어내고 있다. 
소운의 논의는 타자-되기의 윤리학으로 귀착된다. 저자는 장자의 한 대목이 타자-되기의 윤리학의 핵심을 드러낸다고 본다. “옛날 어떤 새가 날아와 노(魯) 나라의 교외에 머물렀다. 왕은 매우 기뻐서 소, 돼지, 양을 갖추어 대접하고, 구소(九韶)의 음악을 연주하여 새를 즐겁게 해 주었다. 그러나 새는 오히려 걱정하고 슬퍼하여 눈이 어지러워져 전혀 먹지도 마시지도 않았다.”(「達生」) 타자-되기는 타자를 위하는 것이 아니라 오히려 자신의 동일성을 바꾸는 것에서 시작된다. 소운은 이 타자-되기의 개념을 다각도로 발전시킴으로써 그의 윤리학을 전개한다. 
이 타자-되기의 윤리학(에티카)은 저작의 2부인 ‘타자-되기의 에티카’에서 상세하게 전개된다. 이 논의는 들뢰즈와 가타리의 『천의 고원』에 관한 연구로써 전개되며, 궁극적으로는 ‘도래할 민중’에 대한 논의, 진보의 새로운 조건으로서의 주체들에 대한 논의로 귀착한다. 

## 에크리 Series

### 『무위인-되기』
무위인(無位人)-되기

‘이-것’-되기로서의 주체-화

내재적 가능세계론을 향해 

우연의 존재론에서 타자-되기의 윤리학으로 

도(道)의 지도리에 서다 

아이온의 시간에서 시간의 직접적 이미지로 

‘영원의 지금’ _ 도겐과 니시다 기타로

“시간은 흐르지 않는다” _ 오모리 쇼조의 경우 

세계철학사에서의 혜강철학의 위치

대안공간의 역사철학적 의미

‘나’를 어떻게 만들어 갈 것인가

현대 건축과 현대 철학

### 『파라-독사의 사유: 장자와 철학』
대붕이 품은 무하유지향의 꿈 

파라-독사의 사유, 존재론적 평등 

만물의 기와 통하다 

도를 품고 세상을 살다 

통념을 넘어, 인정의 바깥으로 

대종사-되기, 죽음의 달관 

‘허(虛)’를 품고 다스리는 이

## 관련 문헌

### 『사유의 새로운 이념들: 대안공간의 사상』
『사유의 새로운 이념들: 대안공간의 사상』(그린비, 2022)은 오늘날 새롭게 도래한 시대를 맞아 참신한 사유를 모색하는 젊은 사상가들의 글을 모은 것이다. 여기에 참여한 필자들은 철학, 기독교윤리학, 경영학, 국문학, 영문학, 생명과학, 한의학, 의료인류학, 교육학, 미학까지 다양한 영역에서 대안적 사유를 탐색하고 있다. 이들에게 한 가지 공통점이 있다면, 이들 모두 소운 이정우 선생의 사유 및 그가 창설한 대안공간과 밀접한 관련을 맺고 있다는 것이다. 여기서 소운 이정우는 단지 한 명의 철학가를 뜻한다기보다는 어떤 면에서 1990년대 이후 한국 사상의 새로운 흐름과 2000년대 이후 대안공간 운동을 대표한다고 할 수 있다.

## 활동 매체

### Youtube소운서원
소운서원 유튜브 채널은 이정우 선생님의 소운서원, 아트앤스터디 등에서 강의하신 영상을 한데 모은 플랫폼이다. 이 채널의 재생목록은 "소운 이정우 철학 특강", "철학특강 통합본", "아트앤스터디 연계"로 구성되어 있으며, 철학 특강은 소운서원에서 오프라인으로 강의한 내용을 토대로 제작된 것이다. 매주 토요일 7시에 업로드 된다. 
1강. 반복의 힘(총 5부로 구성)
2강. 죽음 : 프로이트와 들뢰즈(총 4부로 구성)
3강. Haecceitas(총 2부로 구성)

### 한겨레신문 연재 "한국 철학의 한 세기"
지난 한 세기에 걸쳐 한국에서는 어떤 철학적 사상들이 펼쳐졌을까. 이제 여기에서 현대 한국 철학의 100년을 찬찬히 음미해보고자 한다. 이런 음미를 통해 우리는 우리의 철학적 정체성이 무엇인지를, 우리에게 남겨진 철학적 자산이 어떤 것인지를 확인할 수 있을 것이다. 그리고 1987년 6월 항쟁을 기점으로 형성되어 오늘날에까지 이르는 현재의 철학이 어떤 문제들을 붙들고 씨름해왔는지 이해함으로써, 우리는 지금 우리가 서 있는 철학사적 지점이 어느 곳인지를 가늠해볼 수 있을 것이다.
“만물은 스스로 생성”…동학, 한국 현대 철학의 뿌리